# Fietssnelweg F74
De F74 is een Limburgse fietssnelweg in opbouw tussen Hasselt en Pelt. Ze staat ook bekend als de Spoorlijn 18-route omdat ze gedeeltelijk over haar voormalige bedding loopt.

## Traject
In totaal zal de lengte van de fietssnelweg 41 km bedragen. De benaming van de route verwijst naar de nabij gelegen gewestweg N74, in de volksmond bekend als de Noord-Zuidverbinding. Samen met de toekomstige F741 richting Sint-Truiden zal deze fietssnelweg de noord-zuidas doorheen de Belgische provincie Limburg vormen.
Tussen Hamont-Achel en Houthalen-Helchteren is de snelweg al vlot berijdbaar. In dit stuk van de route kruist de snelweg meer dan 30 landbouwwegen en lokale wegen. Deze kruisingen worden door het provinciebestuur stapsgewijs uitgerust met snelheidsdrempels, wegversmallingen of fietsvriendelijke verkeerslichten. Vaak krijgen fietsers er voorrang.
In Helchteren steekt de fietsweg de Noord-Zuidverbinding over van noordoost naar zuidwest. In februari 2023 werd er een geluidsdempende fietsbrug geopend om het auto- en fietsverkeer volledig te splitsen.
Vanaf Houthalen loopt de F74 een tijdje samen met de F75 die Beringen met Maasmechelen verbindt. Ten zuiden van de E314 scheiden hun wegen terug en vertrekt de F75 via natuurgebied De Teut richting Wagemanskeel.
De F74 zet vervolgens koers naar Zonhoven. Vanaf hier ontbreken er nog enkele belangrijke schakels. De geplande route kruist de Halveweg (de N72) om door te steken richting natuurgebied Platwijers. Hier komt de geplande route Hasselt binnen via Kuringen-Heide. Aan het Albertkanaal is reeds een spoorwegbrug waarover ook de F74 loopt. Ten noorden van dit kanaal loopt ook de F5 tussen Antwerpen en Hasselt. Aan de zuidkant van de spoorwegbrug ontbreekt nog een stuk fietspad dat voorbij de gevangenis loopt en op een bedrijventerrein eindigt. Ook de F70 richting Bilzen en de F741 richting Sint-Truiden zullen in de toekomst voorbij dit bedrijventerrein passeren.